# Curtiss PN-1
Il Curtiss PN-1 fu un aereo da caccia notturna, costruito dall'azienda aeronautica statunitense Curtiss Aeroplane and Motor Company.
Aereo monoposto e biplano, fu realizzato nei primi anni venti del XX secolo; non vi sono notizie certe sul fatto che abbia mai volato.

## Storia del progetto
Il progetto del Curtiss PN-1 fu realizzato dalla Engineering Division dello United States Army Air Service ed assegnato alla Curtiss per la realizzazione. La designazione di fabbrica assegnata dal costruttore fu Model 21.
Il primo prototipo presentava notevole somiglianza con il Fokker D.VII impiegato dalla Luftstreitkräfte nel corso della prima guerra mondiale. Equipaggiato con un motore Liberty L-6, era caratterizzato dalla configurazione sesquiplana dei due piani alari che avevano la particolarità di essere realizzati a sbalzo, quindi completamente privi di strutture di collegamento fra loro.

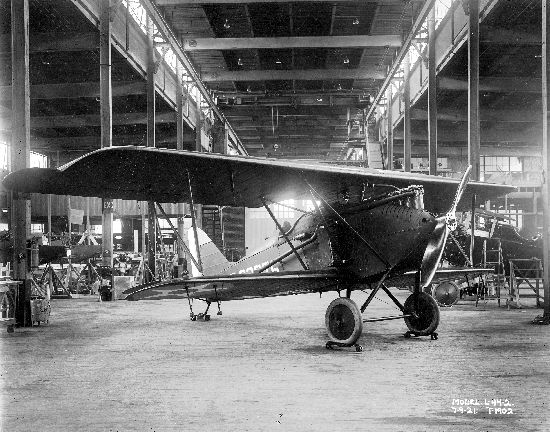
Il primo Curtiss PN-1 (matricola A.S. 63276).

Questa particolare configurazione fu però modificata prima della consegna dell'aereo per le prove di volo: verificato che la struttura a sbalzo non sarebbe riuscita a sopportare le forze di torsione a cui sarebbe stata sottoposta, furono introdotti montanti "a N rovesciata" realizzati con tubi d'acciaio.
L'aereo era studiato per avere caratteristiche di elevata manovrabilità, in particolar modo alle basse velocità al fine di facilitare le operazioni previste da piccoli campi di volo per di più in condizioni di scarsa illuminazione.
Non è chiaro il numero di esemplari realizzati, che le diverse fonti indicano da un minimo di uno solo fino ad un massimo di tre. Allo stesso modo non è chiaro se il PN-1 abbia mai sollevato le ruote da terra: mentre una sola delle fonti reperite indica che il battesimo dell'aria abbia avuto luogo il 18 agosto del 1921, è indicazione generale che il velivolo sia stato sottoposto a prove statiche e che non ci siano documenti che attestino tale evento.
In ogni caso l'aereo non fu accettato per la produzione in serie e rimase l'unico aereo identificato con il codice "PN" (Pursuit Night), prima della revisione del sistema delle designazioni operato nel corso del 1924.

### Annotazioni
1. ↑  Creata nel 1918, la Engineering Division si occupava di stabilire quali velivoli stranieri acquistare oppure di realizzarne versioni, di valutare proposte per la costruzione di velivoli, di avanzare specifiche richieste oppure realizzare direttamente nuovi progetti.

### Fonti
1. 1 2 3 4 5 6 7 8  Bowers, 1979, p. 182.
2. ↑  Engineering Division, Bureau of Aircraft Production, in "All-Aero.com".
3. 1 2 3 4 5 6  Bowers, 1971, p. 21.
4. 1 2  Curtiss PN-1, in "All-Aero.com".
5. ↑  Curtiss PN-1, in "Уголок неба (Angolo di Cielo)".
6. ↑  Curtiss PN-1, in "Aviastar.org".
7. 1 2  Angelucci e Bowers, 1987, p. 181.
8. ↑  AA.VV., 1961, p. 20.